# Polly Ann
Pour plus de détails, voir Fiche technique et Distribution.
Polly Ann est un film américain réalisé par Charles Miller, sorti en 1917.

## Synopsis
Polly Ann, une pauvre orpheline, travaille comme servante dans l'auberge de Simpkins. Un jour, une troupe de théâtre s'arrête à l'auberge. Séduite par un des acteurs, elle repart avec eux. Elle sera sauvée des attentions trop pressantes de l'acteur par Howard Straightlane, un jeune homme déshérité par son père parce qu'il est trop frivole. Après une série de péripéties, Howard sera accueilli de nouveau par son père et il se mariera avec Polly Ann.

## Fiche technique
- Titre original : Polly Ann
- Réalisation : Charles Miller
- Scénario : J. G. Hawks, R. Cecil Smith
- Photographie : Henry Bredesen
- Société de production : Triangle Film Corporation
- Société de distribution : Triangle Distributing Corporation
- Pays d’origine :  États-Unis
- Langue originale : anglais
- Format : noir et blanc — 35 mm — 1,37:1 — Film muet
- Genre : Comédie dramatique
- Durée : 5 bobines
- Dates de sortie :  États-Unis : 9 septembre 1917
- Licence : domaine public

## Distribution
- Bessie Love : Polly Ann
- J. P. Lockney : Simpkins
- Rowland V. Lee : Howard Straightlane
- William Ellingford : Bacon
- Darrell Foss : Hubert de Courcey
- Alfred Hollingsworth : Junius Trewalker
- Josephine Headley (af) : Mme Porter